# Grzesiuk, chłopak z ferajny
Grzesiuk, chłopak z ferajny – polski film biograficzny z 2006 roku, opowiadający o życiu Stanisława Grzesiuka.
Warszawski dziennikarz, Alex Kłoś, rozmawia o Stanisławie Grzesiuku z jego rodziną i znajomymi oraz osobami takimi jak Sylwester Kozera z Kapeli Czerniakowskiej, Muniek Staszczyk, Stasiek Wielanek, Andrzej Zeńczewski, Vienio, Pelson, Wujek Samo Zło. W produkcji pojawiają się również archiwalne nagrania z Grzesiukiem oraz animowane sceny przedstawiające fragmenty jego książek, czytane przez Zdzisława Wardejna.